# بوژنوویتسه
بوژنوویتسه (به لهستانی:  Bożnowice) یک روستا در لهستان است که در گمینا ژنبیتسه واقع شده‌است. بوژنوویتسه ۹۱۱ نفر جمعیت دارد.